# Redstate
Redstate, på den egna sajten skrivet RedState, är en amerikansk konservativ politisk blogg som grundades den 11 juli 2004 av Joshua Treviño, Ben Domenech och Mike Krempasky. Chefredaktör för RedState är Erick Erickson.
Guvernör Rick Perry inledde sin kampanj inför presidentvalet i USA 2012 den 13 augusti 2011 i samband med ett möte som hade organiserats av RedState.